# ブレダ Ba.201
ブレダ Ba.201
ブレダ Ba.201
- 用途：急降下爆撃機
- 製造者：ブレダ
- 初飛行：1941年7月3日
- 生産数：2機
- 運用状況：試作のみ

ブレダ Ba.201（Breda CC.20）は、ブレダ社により第二次世界大戦中に設計/製作されたイタリアの急降下爆撃機である。

## 開発
大戦前のスペイン内戦や第二次エチオピア戦争期間中に見せた高稼働率と高い成果を知っている者誰しもにとってイタリア王立空軍が効果的な爆撃機の開発にあぐねていることは驚きであった。空軍の第二次世界大戦最初の1か月の戦果はみじめなもので、100 km (60 mi)以内の距離にある1,000機の敵爆撃機基地であるマルタの戦力減退にも失敗したほどであった。その理由の一つは急降下爆撃機や効果的な地上攻撃機に欠いていたことであった。ブレダ Ba.88は失敗作であり、カプロニ Ca 310は役に立たずにフィアット CR.32戦闘爆撃機に取って代わられた。もう一つの失敗はサヴォイア・マルケッティ SM.85急降下爆撃機であり、これは後継機のSM.86の評価試験が完了する前に引き揚げられてユンカース Ju 87「スツーカ」に代替された。
1939年に最高速度が単発機で500 km/h (310 mph)、双発機で450 km/h (280 mph)、爆弾500 kg (1,100 lb)搭載時に航続距離が単発機で1,200 km (750 mi)、双発機で2,400 km (1,490 mi)という仕様の急降下爆撃機の新たな競争試作が発せられた。双発機への提案は1機種のみで、このピアッジョ P.122は全金属製、胴体背面のエアブレーキ、2基合計で1,491 kW (2,000 hp)を発生するピアッジョ P.XI RC40エンジン装備という機体であったにもかかわらず、競合機が存在せず任務不適合と判断されて製作すらされなかった。
単発機は2機種が提案され、1機がカプロニ Ca.335軽爆撃機から派生した1941年1月初飛行の単座のCa.355、別の1機がブレダ Ba.201であった。

## 設計
Ba.201は引き込み可能な尾輪式降着装置を持つ全金属製の片持ち式低翼単葉機であり、逆ガルウィング形式の主翼のスプリット・フラップはダイブブレーキの役割も担っていた。低い位置に水平尾翼を配された胴体は細く、パイロットに良好な視界を確保するためにコックピットは可能な限り機体前方寄りに位置していた。
急降下性能は満足いくものであり、ダイブブレーキは非常に効果的（おそらく効き過ぎで敵砲火の標的になるほどに機体を低速にしてしまう危険があった）であることが分かった。1発の500 kg (1,100 lb)が搭載可能であり、2丁の12.7 mm (.5 in) ブレダSAFAT機関銃を主翼に装備していた。出力895 kW (1,200 hp)のフィアット A.38、716 kW (960 hp)のイソッタ・フラスキーニ IF L.121、より高出力で839 kW (1,125 hp)のイソッタ・フラスキーニ ゼトラ（Zetra）などが検討された後で、そのコンパクトさと自由度の高い急降下飛行が可能な燃料直接噴射をかわれてダイムラー・ベンツ DB 601エンジンが選択された。
1941年7月3日に初飛行を行った試作機は、その後公式試験のためにグイドーニア・モンテチェーリオへ送られた。Ba.201は爆弾投下後であればその他のイタリアの戦闘機を抑え込めるほどの十分な敏捷性を発揮して見せたが、最高速度は要求された500 km/h (310 mph)よりも低速の460 km/h (290 mph)しか出せず、これは古めの第一線の戦闘機よりも若干遅い値であった。敵戦闘機に対する防御能力はほとんど持たず、爆弾投下後はなす術がなかった。前方視界は良好である反面、後方視界は悪かった。
ユンカース Ju 87Dと比較するとJu 87の最高速度は410 km/h (260 mph)でしかなかったが、連装の新しい毎分3,200発が発射可能な7.92 mm (.312 in) MG 81z機関銃を装備していた。これによりJu 87の後部銃手は大きな防御力を持つ一方で、Ba.201のパイロットは独力で何とかしなければならなかった。同じDB 601エンジンを搭載したレジアーネ Re.2001戦闘爆撃機は、約550 km/h (342 mph)の速度を発揮して640 kg (1,411 lb)の爆弾搭載量を確保していた。
開発計画が放棄されるまでに試作初号機のMM.451に続いて製作されたのは1機のみであった。

## 要目 (Ba.201)
出典: Tuffatore
諸元
- 乗員: 1
- 全長: 11.09 m （36 ft 6 in）
- 全高: 3.10 m （10 ft 2 in）
- 翼幅: 13.00 m（42 ft 8 in）
- 翼面積: 24.84 m2 （267.3 ft2）
- 空虚重量: 2,380 kg （5,236 lb）
- 運用時重量: kg （lb）
- 有効搭載量: kg （lb）
- 最大離陸重量: 3,650 kg （8,030 lb）
- 動力: ダイムラー・ベンツ DB 601A 液冷 倒立V型エンジン、867 kW （1,175 hp）   × 1

性能
- 超過禁止速度: km/h （kt）
- 最大速度: 460 km/h （248 knots） 286 mph　4,000 m (13,125 ft)
- 巡航速度: km/h （kn） mph
- 失速速度: km/h （kt）
- フェリー飛行時航続距離: km （海里）
- 航続距離: 1,200 km （648 nmi） 745 mi
- 実用上昇限度: m （ft）
- 上昇率: 4,000 m (13,125 ft)まで: 7 min 50 s
- 離陸滑走距離: m （ft）
- 着陸滑走距離: m （ft）
- 馬力荷重（プロペラ）: kW/kg （lb/hp）

武装
- 固定武装: 2 × 12.7 mm ブレダSAFAT機関銃
- 爆弾: 1 × 500 kg (1,102 lb)